# Бальсталь
Бальсталь (нім. Balsthal) — громада  в Швейцарії в кантоні Золотурн, округ Таль.

## Географія
Громада розташована на відстані близько 45 км на північний схід від Берна, 17 км на північний схід від Золотурна.
Бальсталь має площу 15,7 км², з яких на 14,4% дозволяється будівництво (житлове та будівництво доріг), 29,4% використовуються в сільськогосподарських цілях, 54,4% зайнято лісами, 1,8% не є продуктивними (річки, льодовики або гори).

## Демографія
2019 року в громаді мешкало 6239 осіб (+8,1% порівняно з 2010 роком), іноземців було 33,9%. Густота населення становила 397 осіб/км².
За віковим діапазоном населення розподілялося таким чином: 21,6% — особи молодші 20 років, 59,8% — особи у віці 20—64 років, 18,6% — особи у віці 65 років та старші. Було 2651 помешкань (у середньому 2,3 особи в помешканні).
Із загальної кількості 2683 працюючих 30 було зайнятих в первинному секторі, 938 — в обробній промисловості, 1715 — в галузі послуг.